# 福興 (新竹縣)
福興，是台灣新竹縣新豐鄉的一個傳統地域名稱，位於該鄉東北部。相較於今日行政區，其範圍大致包括福興村、後湖村。

## 歷史
台灣清治末期至日治前期，福興地區為一街庄，稱為「福興庄」，隸屬於竹北二堡。該庄北隔福興溪與蚵殼港庄、後庄、十五間庄為界，東及東南與和興庄為鄰，南邊為青埔仔庄，西邊為後湖庄。
1901年（日治明治三十四年）11月，全台廢縣廳改設二十廳，該庄隸屬於新竹廳。1909年（明治四十二年）10月，合併二十廳為十二廳，該庄隸屬不變。1920年（大正九年），廢十二廳改設五州二廳，該庄改制為「福興」大字，隸屬於新竹州新竹郡紅毛庄，大字下有「圓山子」、「十一股」、「後湖子」小字名 。
戰後紅毛庄改制為紅毛鄉，隸屬於新竹縣，大字亦改制為村。1950年桃、竹、苗分治，本地區隸屬不變。1956年，紅毛鄉改名為新豐鄉。因人口增加，本地區已拆分為兩個村。

## 聚落
本地區發展較早的聚落有後湖仔、十一股、員山仔、槺榔仔等。後來發展形成的聚落則有鄭厝、深坑、余屋、梁家、後庄子、張屋等。

## 交通
省道台15線是關渡至香山的幹道，大致以縱向轉東北—西南走向經過福興地區西部近邊界地帶，向北轉東北可前往崁頭厝、觀音、大園等地，向西南可前往紅毛港、樹林子（坑子口地區北部）、貓兒錠、舊港等地，其中樹林子至貓兒錠南端鳳山溪橋路段與省道台61線共線。
縣道117號是新豐埔和至香山內湖的道路，其北側端點位於本地區西南角省道台15線路口。由此向東轉東南於本地區東部出境後可前往湖口（新湖口）、老湖口、枋寮、六家等地。

## 學校
- 精華國中
- 福興國小
- 福龍國小

## 景點
- 新豐扶雲社孔聖亭（惜字塔）